# Isola di Zanara
Zanara o Zanera, era il nome di un’isola situata dinnanzi a Monte Argentario, riportata sulle carte rinascimentali esattamente a metà rotta, tra il Giglio e Giannutri, tra il 1589 e il 1720. L’isola venne segnalata per la prima volta nella mappa dedicata alla Tuscia dal cartografo e astronomo Gerardo Mercatore e successivamente riportata in numerose mappe antiche da illustri cartografi, tra i quali: Petrus Bertius, Giovanni Antonio Magini, Nicolas Sanson.
Tutti questi cartografi antichi hanno rappresentato Zanara, in una zona conosciuta come Secca della Vedova o Secca di mezzo canale, nel XXI secolo meta per sub e pescatori, situata a circa trenta metri di fondale.
Zanara è riprodotta nel 1670 nella Carta di Stato del Papa e del Granducato di Toscana, poi nel Settecento, quando le mappe diventano più aggiornate l'isola scompare.
L'isola è menzionata negli scritti di Mamiliano di Palermo, il santo del V secolo il cui tesoro è stato ritrovato a Sovana, che sarebbe vissuto a Montecristo e, secondo alcune storie, si sarebbe prima fermato a Zanara.